# Португальский язык
Португа́льский язы́к (порт. português [puɾtuˈɣeʃ], [poʁtuˈɡe(j)s], língua portuguesa) — язык романской группы индоевропейской семьи языков, иберо-романская подгруппа. Развился из средневекового галисийско-португальского языка. Письменность — на основе латинского алфавита.
Третий по распространённости в мире язык, использующий латинский алфавит, после испанского и английского. Второй по количеству носителей романский язык после близкородственного испанского языка. Говорящие на португальском языке объединяются в общий термин «лузофоны» — по имени римской провинции Лузитания, приблизительно соответствовавшей территории современной Португалии, а вся совокупность португалоязычного населения называется «лузофония».
Португальский язык — шестой по распространённости родной язык в мире и третий по распространённости родной язык в мире среди европейских. По оценкам, во всём мире на португальском как на родном языке разговаривают примерно 250 миллионов человек, а если учесть количество людей, которые говорят на португальском как на втором языке, то общее количество говорящих составляет примерно 274 миллиона человек. Португальский язык является третьим по распространённости языком в западном полушарии, наиболее распространённым языком в Южной Америке и во всём южном полушарии Земли, он также является вторым по распространённости языком после испанского в Латинской Америке.

## Распространение
Официальный язык Португалии, Бразилии, Анголы, Мозамбика, Кабо-Верде (наряду с кабувердьяну или криулу), Гвинеи-Бисау, Сан-Томе и Принсипи, Экваториальной Гвинеи (наряду с испанским и французским), Восточного Тимора (наряду с австронезийским языком тетум) и Макао (наряду с китайским). Около 80 % всех современных носителей португальского языка ныне проживают в Бразилии.

## Языковые варианты
Португальский — плюрицентрический язык. Существует два основных общепризнанных варианта — европейский португальский (pt-pt, pt-eu) и бразильский португальский (pt-br) — а также ряд креолизированных разновидностей в странах Африки и Азии, различающихся между собой на уровне фонетики, лексики, орфографии и, в меньшей степени, грамматики. В Анголе и Мозамбике используется европейский вариант португальского языка с большим количеством лексических заимствований из африканских языков. В других африканских странах (равно как и в некоторых сельских регионах Бразилии) португальский язык — по крайней мере, в сфере повседневного использования — в значительной степени креолизирован, хотя по мере повышения уровня образования и грамотности местного населения наблюдается устойчивый процесс его декреолизации.

### Редукция в португальском языке
Примеры:
está ([он/она/оно] есть) → tá
você (ты) → cê
vamos embora (пошли!, начали! и. т. п.) → vambora → bora
homem (человек) → home
vou (я буду) → vô
português (общее обозначение для португальцев и языка) → portuga → tuga
para (для) → pra → pa
para + a → pra → pa
para + o → pro → po
para + os → pros → pos
para + as → pras → pas
В некоторых диалектах que (то, это) сокращается до «q»:
que + a → q’a
que + o → q’o
que + ela → q’ela (это она)
que + ele → q’ele (это он)
que + é → q'é (это есть)
que + foi → q’foi (это было)

## Близкородственные языки и взаимопонимаемость
Будучи романским по происхождению, португальский имеет много общего с другими романскими языками. Теснее всего португальский связан с современным галисийским языком, которому обязан своим происхождением. Весьма близок к португальскому также современный испанский язык, ареал которого окружает португалоязычный ареал в основных местах его распространения — как в Европе, так и в Южной Америке. В отличие от испанского, португальский, с одной стороны, более архаичен и консервативен, а с другой — содержит большее количество фонетических инноваций неясного (вероятнее всего, кельтского) субстратного происхождения. Состав гласных звуков, распространение назализации, перестройка открытости-закрытости гласных, не всегда соответствующая этимологии, сближает его с французским и каталанским языками. Лексический состав португальского, равно как и система спряжения, всё же близки испанским. При этом, из-за сильной позиционной редукции, гласных в португальском лузофоны лучше понимают разговорный испанский, чем наоборот. В местах сильного влияния испанской речи — например, на юге Бразилии (штаты Парана, Санта-Катарина и Риу-Гранди-ду-Сул)  лузофоны понимают испанский практически без подготовки. На границе с Уругваем, Парагваем и Боливией сложился смешанный испанско-португальский язык портуньол. Носители стандартного испанского, однако, плохо (на 50 %) воспринимают устную португальскую речь, хотя написанное по-португальски обычно понимают на 94 %.

## История

### Возникновение
О народах, населявших в древности Пиренейский полуостров, известно немного. Предположительно, часть населения была родственна коптским племенам Северной Африки. Северную часть современной Португалии населяли иберы, лузитаны и лигурийские племена. Их языки оставили следы в современной топонимике. Лигурийское происхождение имеют суффиксы -asco (Velasco, Nabasco); -antia, -entia (Argança (Ârgantia), Palença (Pallentia)); -ас(е), -ic(e), -ос(е) (Queiraz, Queiriz, Queiroz, Moniz, Sabariz, Louriz, Candoz). Топоним Ambrões (район Порту) произошёл от Ambrones — так называли себя сами лигурийцы. От лузитан остались отдельные слова, происхождение которых не всегда можно объяснить, например: veiga «луг», barro «грязь», barranco «овраг», gordo «толстый», cachorro «щенок». Слова иберийского происхождения были заимствованы позже из испанского: zorra «лиса», bezerro «телёнок», cincerro «погремушка», gorra «шапка», esquerdo «левый», sapo «жаба», piçarra «сланец».
В начале VIII века до нашей эры из-за Пиренеев в Португалию проникли кельты, поглотившие местные племена, о чём свидетельствуют многочисленные топонимы с кельтским формантом -briga (что значило — высота, замок): Conímbriga (современная Coimbra (Коимбра)), Nertobriga, Turobriga, Lacobriga, Mirobriga, Arcobriga.
В 218 году до н. э. на Пиренейский полуостров пришли римляне, которые принесли с собой латинский язык, давший начало романским языкам. Язык распространялся прибывшими римскими солдатами, поселенцами и купцами, которые строили римские города рядом с поселениями предшествовавших цивилизаций. Римляне женились на местных женщинах, и латинский язык постепенно становится и языком бытового общения. Римское влияние имело бо́льшую силу на юге, чем на севере. Северные племена оказались в изоляции и тем самым дольше смогли сохранить свою культуру и обычаи.

### Поздняя античность
В первые века нашей эры в латынь вошли многочисленные грецизмы, связанные с наукой, культурой и христианством.
К 409 году Западная Римская империя пришла в упадок и западная её часть (Иберия) прекратила своё политическое существование, хотя романизированное население продолжало проживать по всему полуострову. В последующий период, получивший название «Великое переселение народов», Пиренейский полуостров захватывают поочерёдно несколько племён: аланы, вандалы, свевы, а позже их вытеснили вестготы. В течение длительного периода завоеватели и местные жили изолированно — свод законов «Lex romana Visigothorum» запрещал смешанные браки. Вестготы жили обособленно, что отражено в многочисленных топонимах: Godos, Revillagodos, Godones, Gudin. Для торговли существовали специальные места у городских укреплений. Именно благодаря торговле контакты между вестготами и романскими племенами становились все теснее, что повлекло за собой романизацию вестготов. Они переняли также верования и обычаи романских племён. Влияние германских языков на уже прочно укрепившуюся местную латынь было слабым. Языком письменной культуры вестготов стала латынь. Тем не менее ряд германских по происхождению слов имеется в испанском и португальском языках (branco «белый», ganso «гусь» и другие), хотя их количество незначительно (около 1—2 % корней).
Именно во времена нашествий германских племён на Пиренейский полуостров началось интенсивное развитие «народной латыни» и формирование на её основе новых языков — романских. Сложившиеся группы говоров уже обладали определёнными чертами: говоры северо-западной зоны легли в основу галисийско-португальского, обособились говоры Кастилии, Леона и других языковых зон.

### Арабское влияние
В 711 году на Пиренейском полуострове появились арабы и берберы (иберийцы называли их маврами — mouros). Это стало началом длительного периода арабского владычества. Часть романского населения подчинилась арабам, сменив официальный язык на арабский; часть ушла на север, тем самым оставив латинский язык и романские говоры для культурного и бытового общения. Однако и в пределах арабских территорий продолжали существовать районы, занятые романским населением (Бежа, Элваш, Лиссабон, Сантарен, Коимбра и др.), множество деревень, сосредоточенных вокруг монастырей. В этих местах сохранились романские диалекты, а население, оказавшееся в арабском окружении, называлось мосарабами (ímoçárabes — «подчиненные арабам»). Мосарабы были двуязычными. Они не только принесли в португальский язык множество арабских заимствований, но и в арабский слова португальского происхождения.
Арабы значительно превосходили романские народы в культурном наследии. Большинство арабских слов, пришедших в португальский язык, были существительными — названиями реалий, предметов, привнесённых в жизнь местного населения арабской культурой. Для заимствований характерно начало на al-, а-. Некоторые слова латинского происхождения также попали в португальский через мосарабские диалекты, где приобрели соответствующую форму (abóbora «тыква», alpendre «навес над крыльцом»; ameixa «слива» и др.). Особенно арабское влияние было заметным в военном (alferes «прапорщик», anadel «стрелок», alcáçer «замок, крепость») и морском (almirante «адмирал», arsenal «верфь», falua «фелука», xaveco «лёгкая лодка») делах, домашнем быте (alcova «спальня», aldrava «дверной молоток»), строительстве (alicerce «фундамент», tabique «перегородка»), архитектуре (açoteia «галерея вдоль дома»), администрировании (alvazir «визирь», alfândega «таможня», tarifa «тариф»). Всего в португальском языке насчитывают от 600 до 1000 заимствований вместе с более поздними. На грамматику арабский язык почти не повлиял. Исключение составляют предлог até ap. hatta; модальное слово oxalá — «о, если бы!» (от араб. wa sa 'llah — «да захочет Аллах»).
Арабский язык не оказал существенного влияния на романско-галисийские диалекты северных христианских королевств. В основном это влияние свелось к лексическим заимствованиям. Количество арабизмов в португальском менее значительно, чем в соседнем испанском. Объясняется это тем, что Реконкиста на территории Португалии завершилась почти на два века раньше, а потому андалусийский диалект арабского, равно как и арабизированный мосарабский язык, быстро прекратили своё существование. Тем не менее, мавританская культура оставила значительный след в бытовой культуре португальцев. Их место в официальной сфере вновь заняла классическая латынь (до конца XII века). В этот период выделился галисийско-португальский лингвистический ареал, границы которого на востоке распространились до Кастилии и Леона, а на юге прошли по рекам Дору и Минью к мосарабам. Начиная с IX века до нас дошли тексты на латинском языке с большим количеством романизмов, а также некоторые мосарабские тексты — в первую очередь мосарабская лирика, которую записывали арабской вязью. Галисийско-португальский язык распространился в обиходе с севера на юг, заняв практически всю территорию Португалии.

#### Изменения в фонетике и фонологии
Существовали два типа ударения — силовое (экспираторное) и музыкальное. В процессе развития росла роль силового ударения в противовес музыкальному, которое начало отходить на второй план — под действием контраста ударности и неударности менялся фонетический облик гласных, который в свою очередь, влиял на состав фонем. Но этот процесс шёл относительно медленно и продолжается до настоящего времени.
Изменения в типе ударения привели к изменению просодики слова:
- Акцентная структура слова была следующей: двухсложные слова имели ударение на втором слоге от конца; слова из трёх и более слогов имели ударение или на втором слоге от конца, если он был долгим, или на третьем слоге от конца, если второй слог был кратким. Произошла редукция гласных в безударном положении и уменьшение количества слогов в слове, что привело к изменению и акцентной структуры: не стало слов с ударением на третьем слоге от конца, во многих словах ударение переместилось ближе к концу, сохранив акцент на том же гласном, на который он падал в классической латыни. В отдельных типах слов произошло перемещение акцента: i и е краткие (открытые) не могли находиться под ударением, и акцент перемещался на следующий гласный; перемещение ударения произошло в словах, содержавших в последнем слоге группу muta cum liquida — dr, gr, cr, br.
- Произошло перемещение ударения в некоторых морфонологических типах слов: перенос ударения с приставки на корень в глагольных формах; перемещение ударения в формах третьего лица множественного числа перфекта.

В связи с развитием экспираторного ударения и ослаблением оппозиции долгих и кратких закрытые долгие гласные и открытые краткие поменялись местами, а долгота и краткость потеряли функцию различия по смыслу. Различие по одному признаку заменилось различием по другому.
Произошло слияние некоторых фонем и, как следствие, уменьшилось количество противопоставленных пар гласных. Нейтрализовались противопоставления между i открытым и е закрытым — им соответствует е закрытое; между u открытым и о закрытым — им соответствует о закрытое. Из системы исчезли i и u открытые и соответствующие оппозиции этих звуков по открытости и закрытости.
Произошёл процесс стяжения дифтонгов — три старых латинских дифтонга упростились: æ и œ перешли ё, ãu перешёл õ.
Апокопа затронула португальский язык меньше, чем другие романские языки. В конце слова отпало е конечное после сонорных согласных r, l, иногда после z.
Синкопа в португальском также происходила реже, чем в испанском. В трёхсложных словах с ударением на третьем слоге от конца выпал заударный гласный во втором слоге, благодаря чему менялся просодический облик слова в целом — трёхсложные слова становились двухсложными. Происходила синкопа предударного неначального гласного. Типичными стали слова с ударением на первом и втором слоге от конца.
Основным процессом в поздней латыни была палатализация. Фонема [j] имела диапазон от неслогового [į] до аффрикаты [ʒ]. [k] и [g] перед [j] (твёрдые велярные), изменили место артикуляции и превратились в палатальные: латинские сочетания ci- [ki], се- [ke], gi- [gi], ge- [ge] стали произноситься как [kji], [kje], [gji], [gje], что фиксируется в надписях, относящихся к III веку.
Процесс формирования группы [kji], [kje] → [tsi], [tse] → [tsi], [tse] → [si], [se] civitate → cidade через стадии [kivitate] → [kjivitate] →[tsiidade] → [tsidade] → [sidadə]; centum [kentum] → cento [sentu]; coelu- [kølų]] → céu [seu]. В этот период буква с изображала аффрикату [ts].
Группы gi [gi], ge [ge] развились в простой [j] в начале слова и в аффрикату [dʒ] в середине слова.
Благодаря процессу палатализации в галисийско-португальском возникло пять согласных фонем, которых не было в латыни.
В группах с s:
- произошла ассимиляция согласных: absolvere → assolver; persona → pessoa;
- выпало n перед s: mensa → mesa, pensu → peso.

Произошло отпадение конечных согласных:
- конечного -m в аккузативе: terram → terra, amicum → amigo;
- конечного -t в 3-м лице глагола: cantant → cantam.

Изменился морфонологический облик слов: консонантные окончания уступили место вокалическим.
Произошло выпадение согласных в интервокальной позиции, что привело к образованию зияний: medicina → meezinha, regale → real. В некоторых позициях произошла синкопа целого слога — интервокальный согласный выпадал вместе с последующим гласным: vitáticu → vidago.
Произошло озвончение глухих согласных в интервокальном положении: [-p-]>[-b-]; [-k-]>[-g-]; [-f-]>[-v-]; [-t-]>[-d-].

### Реконкиста и галисийско-португальский язык
Галисийско-португальский язык складывался в Галисии и на севере Португалии в период Реконкисты. На его основе возникли четыре иберо-романских языка: испанский, португальский, галисийский и каталанский. Именно во времена Реконкисты стали определяться различия между галисийско-португальскими говорами и говорами Леона, Кастилии, а также между говорами самой Галисии и Португалии.
Между арабскими и мосарабскими землями и северными землями Португалии и Галисии, куда ушло романское население, находилась почти безлюдная, из-за опасности постоянных набегов мавританской конницы, зона. Постепенно христианское население начало увереннее продвигаться на юг. На пустых территориях образовывались деревни и укреплённые замки, которые имели самостоятельный административный статус и законы, называемые foros. Тексты этих законов были написаны на галисийско-португальском языке. Единство языка было относительным — отдельные поселения, деревни и замки жили в изоляции друг от друга, поэтому в их речи существовали диалектные различия.
Более 150 лет галисийско-португальский был литературным языком свободной от арабов части Пиренеев, что сравнимо с койне провансальских трубадуров юга нынешней Франции — окситанским языком, — оказавшим значительное влияние на культуру многих стран Европы. После битвы при Оурике в 1139 году Афонсу Энрикеш объявил о создании независимого королевства Португалии, которое в 1179 году было признано папой Александром III. В XIII веке галисийское наречие уже является основой литературного языка и при дворе Альфонса Мудрого (вторая половина века), и при дворе португальского короля Диниша (умер в 1325 году). В 1290 году Диниш I основал первый португальский университет в Лиссабоне (Estudos Gerais, впоследствии перенесён в Коимбру) и повелел называть использовавшийся язык (тогда называвшийся просто «вульгарным языком») португальским и использовать его в официальном документообороте.
В период Реконкисты наблюдалась связь местных феодальных сеньоров с Францией. В конце XI в. на Пиренейском полуострове появились французские рыцари в сопровождении своих вассалов для борьбы с маврами. В основном это были младшие дети дворянских родов, искавшие славы и богатства в походах против «неверных». Ключевым пунктом для португало-французского общения стал монастырь Сантьяго де Компостела в Галисии. Через него в Галисию проходили бесчисленные паломники — монахи, торговцы, крестьяне, некоторые из них оседали в новых местах. Благодаря этому в язык проникло множество французских и провансальских заимствований: preste «пресвитер», monge «монах», íraire «брат (монах)», dama «дама», alegre «весёлый», manjar «еда», trobar «сочинять стихи».

#### Документальные и литературные памятники
Наиболее ранние из сохранившихся записей с вкраплениями португальских слов в латинские тексты датируются примерно IX веком. Современные исследователи называют язык этого периода протопортугальским и относят к IX—XII векам.
В настоящее время наиболее ранним сохранившимся документом на португальском (или галисийско-португальском) языке считается краткая «Расписка заимодавцам» (Notícia de Fiadores) 1175 года, обнаруженная в 1999 году. Наиболее древние документы на португальском (или галисийско-португальском) языке были найдены в архивах монастыря Вайран (Vairão). Если завещания первых двух португальских королей Афонсу I и Саншу I были записаны на латыни, то Афонсу II Толстый первым из королей Португалии оставил завещание на португальском языке. На сегодняшний день составленное 27 июня 1214 года «Завещание Афонсу II» (Testamento de Afonso II) является самым ранним известным официальным документом на португальском языке. Эта дата обозначила одно из знаменательных событий в истории становления португальского языка. «Завещание Афонсу II» было написано в 13 экземплярах: один для королевского архива, а остальные — в ряд других официальных мест. По предположению учёных, король одновременно диктовал текст завещания нескольким нотариусам, поскольку два найденных экземпляра (в Браге и Толедо) отличаются степенью грамотности, форматом бумаги и почерком. Текст завещания не содержит латинских вкраплений или почти их лишён.
Ещё один древнейший нелитературный текст на португальском языке (точнее: галисийско-португальском) был найден в том же в монастыре Вайран и являлся черновой записью юридического документа из 48 строк на одной стороне и 7 на обороте, составленной на куске пергамента неправильной формы. Текст интересен и как лингвистический и палеографический документ, и как памятник исторического и социального характера. Подлинность этого документа не вызывает сомнений. Датируется периодом между 1214 и 1216 годами. Название «Записка о несправедливости» (Notícia de Torto) дано этому тексту исследователями из-за его содержания. Речь идёт о жалобе некоего Лоренсу Фернандеша на вымогательство (захваты земель и людей) и насилие (драку, грабеж, попытки ослепления и т. п.) со стороны детей Гонсалу Рамиреша. Обе стороны — лица исторические, их существование подтверждается другими свидетельствами. Текст изобилует формами с метатезами, смешением латинских и португальских форм.
Из нелитературных ранних памятников на португальском языке до наших дней дошли юридические документы начала XIII века: завещания, торговые сделки, судебные документы. В основном это купчие, дарственные, свидетельства о разделе имущества. При правлении Афонсу II начала работать Королевская канцелярия, нотариусы которой вели записи сводов местных законов (foros и forais), удостоверявшие предоставление королём вассалам и церковным иерархам права на владение землями и недвижимостью. Регистрационные книги юридических документов 1217—1223 годов Королевской канцелярии Афонсу II Толстого были записаны на латинском языке и содержали дарственные записи на недвижимость и предоставления привилегий. В этих книгах Афонсу II подтверждал права и привилегии, дарованные всеми предыдущими португальскими королями. Регистрационные книги дарственных записей и пожалования привилегий 1248—1279 годов Королевской канцелярии Афонсу III Булонского частично записаны на латинском и частично на португальском языках. Окончательный переход к делопроизводству на португальском языке произошёл при короле Динише I, когда по завершении Реконкисты за португальским языком в 1297 году был закреплён официальный статус.
В литературе галисийско-португальского периода не существовало прозы в чистом виде, но под влиянием провансальских трубадуров получила своё развитие лирика и поэзия. Временем расцвета галисийско-португальской поэзии были конец XII — середина XIV веков. 150 лет галисийско-португальский язык имел распространение в качестве литературного койне среди королевств Пиренейского полуострова, обозначенное Б. П. Нарумовым как «средневековое поэтическое койне галисийских трубадуров, которым пользовались также португальские и кастильские поэты». Песни писались при феодальных дворах Португалии, Галисии, Леона и Кастилии, их сочинителями были поэты, в числе которых были и короли (например: король Кастилии и Леона Альфонс X Мудрый), и знать. Знаменитым трубадуром был и португальский король Диниш I. Тексты песен, кантиг (cantigas), записывались в сборники.
Кантиги трубадуров исполнялись жонглёрами (jograis) под музыку на праздниках, турнирах, состязаниях исполнителей, но до нас дошли ноты лишь к текстам кантиг Диниша I в рукописи Пергамента Шаррера и Мартина Кодаса на Пергаменте Винделя XIII—XIV веков. Галисийско-португальская лирика пришла в упадок к концу XIV века.
Один из ранних сохранившихся сборников Cantigas de Santa Maria содержит паралитургические песни, сочинённые при дворе короля Кастилии и Леона Альфонса X.
Самый ранний из известных сохранившихся сборников светских кантиг — «Песенник Ажуда» (Cancioneiro da Ajuda) — был составлен в конце XIII — начале XIV веков и является памятником португальской средневековой культуры. Он несколько раз издавался под редакцией и с комментариями филологов. Самое известное издание было подготовлено в 1904 году.
Два других сборника светских песен дошли до наших дней в итальянских компиляциях. Самым полным сборником является Cancioneiro da Biblioteca Nacional — он был переписан в конце XV — начале XVI веков с оригинала XIV столетия. К этому же времени относится Cancioneiro da Vaticana.
Существуют общепринятые сокращения для цитат из этих сборников, которые используются в работах по языку и литературе:
- CA — Cancioneiro da Ajuda;
- CV — Cancioneiro da Vaticana;
- CB — Cancioneiro Colocci-Brancuti;
- CSM — Cantigas de Santa Maria[29].

Самой ранней из дошедших до нас кантиг долго считалась «Песнь об алом покрывале» (Cantiga de garvaia) галисийского трубадура Пайо Соареса де Тавейроса. Однако в настоящее время исследователи полагают, что автором старейшей сохранившейся кантиги на галисийско-португальском языке Ora faz host’o senhor de Navarra, предположительно датируемой 1196 годом, является португальский трубадур Жуан Соареш де Пайва. Форма кантиг разнообразна: с одной стороны она близка к провансальской куртуазной лирике XI—XII веков, а с другой — к народной галисийско-португальской поэзии. Но в отличие от испанской народной поэтической традиции, где стихи построены на ассонансах, галисийско-португальские кантиги — рифмованные. Кроме того в кантигах ощущается влияние арабской лирической поэзии.

#### Изменения в фонетике и фонологии
В это время происходит обособление галисийско-португальской зоны и отделение её от кастильской и других.
Происходят изменения в консонантизме:
- cl [kl] → lh [λ]. В группе [-k’l-] [k'] палатальное перешло в [j]: [jl], и далее в [λ];
- ct [kt] → it [jt].

[b] в интервокальном положении перешло в [v]: caballu → cavalo.
Начальный согласный с палатальным l [λ] развился в аффрикату [ts] и, таким образом, португальские слова с начальным ch- восходят к латинским на cl-, fl-, pl-. Этих изменений не произошло на территориях, населённых мосарабами — в мосарабской лирике встречаются формы с pl-: plazer, pleito.
В некоторых словах на cl-, fl-, pl- l перешёл в r, особенно в словах народного происхождения: clavu → cravo, blan → branco, flaccu → fraco.
Произошло выпадение -l- между гласными, в результате чего возникло множество слов и форм с зияниями, сочетанием двух гласных: dolorem → door → dor; periculum → perigoo → perigo. Выпадения не произошло в кастильской и леонской зонах, а также в мосарабских диалектах, поэтому присутствие l между гласными указывает на мосарабское происхождение топонимов: Mértola, Molino. Также l сохранилось в ранних арабских заимствованиях: azêmola, javali. Выпадение l зарегистрировано в письменных памятниках конца X в.
Выпадение -n- происходило в XI веке в два этапа: сначала произошла назализация предыдущего гласного, а затем -n- выпало, но гласный остался назализованным: lana → lãa → lã; homines → homêes → homens.

### Старопортугальский
Важной исторической датой следующего периода называют 1385 год — дату битвы с испанцами при Алжубарроте, которая определила существование Португалии как независимого государства. Складывается норма португальского литературного языка, появляются первые грамматики и словари, распространяется книгопечатание, возникает разнообразная по жанрам литература. В этот период развития старопортугальского (XIV—XVI века), вместе с португальскими путешественниками-первооткрывателями, португальский язык начинает распространяться во многих областях Азии, Африки и Америки.
- Буквы алфавита из первой грамматики португальского языка (Жуан ди Барруш, 1539 г.)
- Буква S, "Serea"
- Буква N, "Náo"
- Буква O, "Olho"
- Буква X, "Xaroco"

Е. М. Вольф писала:

Конец позднего старопортугальского периода часто связывают с датами — 1536 годом, год смерти драматурга Жила Висенте и появления первой португальской грамматики Фернана де Оливейры или с 1540 годом — годом появления «Грамматики» и «Диалога о языке» Жуана де Барруша.— Вольф Е. М. «История португальского языка», 1988

### Современный португальский
История старопортугальского языка закончилась опубликованием Гарсией Резенде сборника «Cancioneiro Geral» («Всеобщий песенник») в 1516 году. В эпоху появления современного португальского язык обогатился множеством слов из классической латыни и греческого, что было характерно для эпохи Возрождения. В XIX—XX веках португальский язык перенял многие галлицизмы и англицизмы. Наметилось расхождение между литературными нормами Португалии (и её колоний) с одной стороны и Бразилии с другой. В Бразилии сохранился более архаичный вариант португальского, в последнее время подверженный испанскому (грамматически) и англо-американскому (лексически) влиянию. В XXI веке наметилась тенденция к сближению всех вариантов к преобладающей бразильской норме, по крайней мере орфографически.
Современный (или также классический) период португальского языка связан с именем Луиса де Камоэнса, сумевшего синтезировать тенденции по нормализации фонетики, грамматики и лексики в качестве итога творчества предшествующих португальских авторов, обновить язык и стиль португальской литературы с опорой на традиции античной литературы и классиков итальянского Возрождения.

### Новая Романия
До начала XV века португальский язык существовал как народно-латинское ответвление в пределах так называемой Старой Романии, то есть территории, где романская речь сохранялась со времён античности. В ходе Реконкисты исконное ядро португальского праязыка — Галисия — оказалась под властью кастильской (испанской) короны. Но португальскому, как и испанскому, удалось вытеснить близкородственный мосарабский язык в ходе Реконкисты с южной половины Пиренейского полуострова, то есть распространиться с севера на юг. В эпоху великих географических открытий XV—XX веков с постепенным распространением на 3 основных континентах (в Америке, Азии и Африке) португальский язык стал одним из самых распространённых в мире. Начало данного процесса было заложено с заселения португальцами архипелага Мадейра после 1419 года. Азорские острова заселялись колонистами после 1439 года. Процесс распространения португальского продолжается и сейчас в странах Африки, во внутренних регионах Бразилии и в республике Восточный Тимор (после 1999 года, и особенно после 2002 года). Вместе с тем, в ходе колониальных конфликтов, и особенно в ходе процесса деколонизации, португальский был вытеснен из ряда индийских и индонезийских территорий, несколько сдал свои позиции в Макао (хотя и сохраняет там официальный статус). По данным переписи 2007 года, по-португальски дома разговаривало 6,6 % населения Макао. В городе сохраняются двуязычные надписи. Правительство КНР поддерживает португальский язык в этом городе с целью сохранить экономическое сотрудничество с Бразилией и другими португалоязычными странами.
К XVI веку португальский язык становится lingua franca в Азии и Африке, используемым не только колониальной администрацией и в торговом обороте, но и применяемым для общения местных властей с европейцами всех национальностей. Его распространению способствовали смешанные браки португальцев с туземцами и деятельность католических миссионеров, которая даже привела к образованию креольского языка с названием Кристанг (от порт. cristão — христианский). Этот язык использовался в Азии вплоть до XIX века. В некоторых христианских общинах Индии, Шри-Ланки, Малайзии и Индонезии португальский язык сохранялся даже после того, как они были изолированы от Португалии, хотя во второй половине XX века португальский практически исчез из данных регионов (исключение составляет республика Восточный Тимор).

#### Колонизация Бразилии
Наиважнейшим этапом распространения португальского языка в мире стала португальская колонизация Бразилии — огромной тропической территории в Южной Америке. На момент начала колонизации (1530-е годы) население самой Португалии составляло не более 2 миллионов человек. Тем не менее даже в условиях крайнего дефицита португальских колонистов в Бразилии, португальский язык постепенно занял ведущие позиции в этой стране, вытеснив индейско-креольский пиджин лингва-жерал к началу XVIII века. Успех португальского языка заключался в быстрой метисации белых, негров и индейцев в единую нацию — бразильцев. Португализация Бразилии завершилась в 1930—1960-х годах, когда основные языки иммигрантов поздней волны — итальянский и немецкий - были запрещены из-за их ассоциаций с фашизмом. Ныне португальский язык является родным для 99,5 % населения республики Бразилия. В настоящее время большинство носителей португальского языка (85%) проживают в Бразилии.

### Варианты периодизации
Периодизация Е. М. Вольф в «Учебнике португальского языка» в основном совпадает с вариантом, предложенным в начале XX века португальским филологом Ж. Лейте де Вашконселушем (Leite de Vasconcellos).
Точки зрения лингвистов на периодизацию португальского языка были сведены в таблицу Иву Каштру (Ivo Castro):
| Период                     | Лейте де Вашкунселуш (Leite de Vasconcelos) | С. Силва Нету (S. Silva Neto) | Пилар Вашкеш Куэшта (Pilar Vázquez Cuesta) | Линдлей Синтра (Lindley Cintra) |
| -------------------------- | ------------------------------------------- | ----------------------------- | ------------------------------------------ | ------------------------------- |
| до IX века (882 года)      | предысторический                            | предысторический              | долитературный                             | долитературный                  |
| до ± 1200 года (1214—1216) | протоисторический                           | протоисторический             | долитературный                             | долитературный                  |
| до 1385/1420 годов         | архаический                                 | трубадурский                  | галисийско-португальский                   | старо-португальский             |
| до 1536/1550 годов         | архаический                                 | общий                         | доклассический                             | переходный                      |
| до XVIII века              | современный                                 | современный                   | классический                               | классический                    |
| до XIX/XX веков            | современный                                 | современный                   | современный                                | современный                     |

## Письменность
Стандартный португальский алфавит основан на латинском и включает в себя 23 буквы, но имеются также буквы с диакритикой, которые самостоятельными буквами не считаются. Это буквы: Á, Â, Ã, À, Ç, É, Ê, Í, Ó, Ô, Õ, Ú. Кроме того имеются диграфы nh, lh, ch, ss. В словах иностранного происхождения используются также буквы K, W и Y.

### Орфографическая реформа 2008 года
В течение XIX—XX веков наметились некоторые расхождения между орфографией португальского языка в Бразилии, которая была ближе к реальному произношению, и традиционной португальской орфографией, которая применялась в самой Португалии и бывших колониях в Африке и Юго-Восточной Азии. В 2008 году португальский парламент проголосовал за внесение изменений в орфографию для приближения к бразильской норме.

## Лингвистическая характеристика

### Фонетика и фонология

#### Гласные
Отличительной особенностью португальского языка от соседствующих галисийского и испанского является противопоставление пар открытых и закрытых фонем [ɛ] — [e] и [ɔ] — [o], редукция безударных гласных (ослабление артикуляции, сокращение длительности, изменение тембра), наличие вне зависимости от ударения всегда закрытых носовых гласных звуков и носовых дифтонгов и трифтонгов.
|                                | Передний ряд | Средний ряд         | Задний ряд         |
| ------------------------------ | ------------ | ------------------- | ------------------ |
| Напряжённые верхнего подъёма   | [i] [ĩ]      |                     | [u] [ũ]            |
| Ненапряжённые верхнего подъёма | ([ɪ] ~ [ɪ̃])  | ([ɯɯ̟]) ([ʊ] ~ [ʊ̃])  | ([ɯɯ̟]) ([ʊ] ~ [ʊ̃]) |
| Средне-верхний подъём          | [e] [ẽ]      |                     | [o] [õ]            |
| Средний подъём                 | ([ẽ̞])        | [ə] ~ [ɐ] [ə̃] ~ [ɐ̃] | ([õ̞])              |
| Средне-нижний подъём           | [ɛ]          | [ə] ~ [ɐ] [ə̃] ~ [ɐ̃] | [ɔ]                |
| Нижний подъём                  |              | [äa] ([ɐ̞])          |                    |

Согласно Е. Г. Голубевой, в европейском варианте португальского языка существует 8 неносовых гласных фонем ([i], [e] закрытое, [ɛ] открытое, [a], [ɐ], [ɔ] открытое, [o] закрытое, [u]) и 5 носовых гласных фонем ([ɐ̰], [ẽ], [ĩ], [õ] и [ũ]), но в безударной позиции количество гласных звуков увеличивается редуцированными [ɐ], [ə], [ə̥] с оглушённым оттенком, произносимым в конце слова или между глухими согласными, и неслогообразующими полугласными [i̯] и [u̯], обозначаемыми в орфографии, соответственно, графемами i и u.
| Согласно Е. Г. Голубевой     | Передний ряд | Средний ряд | Задний ряд |
| ---------------------------- | ------------ | ----------- | ---------- |
| Напряжённые верхнего подъёма | [i] [ĩ]      |             | [u] [ũ]    |
| Средне-верхний подъём        | [e] [ẽ]      |             | [o] [õ]    |
| Средний подъём               |              | [ə]         |            |
| Средне-нижний подъём         | [ɛ] [ɐ] [ɐ̰]  |             | [ɔ]        |
| Нижний подъём                | [a]          |             | [ɑ]        |

Согласно М. Круш-Феррейре, в лиссабонском произношении европейского варианта португальского языка 14 гласных монофтонгов, в числе которых 5 носовых (представлены на схеме). Плиниу А. Барбоза и Элеонора К. Албану (Plínio A. Barbosa and Eleonora C. Albano) насчитывают в бразильском варианте португальского языка 7 ударных гласных: /i e ɛ a ɔ o u/, и 5 указанных носовых гласных.

#### Качественная редукция гласных в португальском языке
В португальском языке безударные гласные народной латыни получили чёткую систему перехода: [a] > [ɐ], [e] > [ə] или [ɨ], [o] > [u].
Имеют место как количественная так и качественная редукция, что ярче выражается в европейском варианте и слабее в бразильском.
Для обозначения редуцированных гласных варианта Бразилии Плиниу А. Барбоза и Элеонора К. Албану используют следующие знаки:
- [ɪ] — [sakɪ] saque
- [e̤] — ['nũme̤rʊ] número
- [ɐ] — [sakɐ] saca
- [ʊ] — [sakʊ] saco[42]

Значительно затрудняется классификация гласных фонем [e] и [ɛ], когда они находятся в безударной позиции. В бразильском варианте португальского языка Плиниу А. Барбоза и Элеонора К. Албану обозначают безударные [e] и [ɛ] через редуцированные звуки [ɪ] или [e̤]. В европейском варианте португальского языка в силу ряда причин (просторечие, быстрая речь и т. д.) невыполнение говорящим полной артикуляторной программы безударных гласных /e/ и /ɛ/ приводит к настолько сильной качественной редукции, что звук утрачивает чёткость и переходит в нейтральный скользящий гласный шва, обозначаемый фонетическими знаками [ə] или [ɨ]. М. Круш-Феррейра полагает, что этот редуцированный гласный отличается от звука шва, и в 1999 году предложила вместо /ǝ/ использовать символ /ɯ/ и фонетический знак [ɯ] (англ. fronted and lowered high back unrounded vowel, что не соответствует определению МФА: англ. close back unrounded vowel), например: порт. pegar /pɯ'gaɾ/ — англ. to grip — схватывать. Другие примеры М. Круш-Феррейры:
- lhe /ʎɯ/
- peixe /pɐiʃɯ/ — фонетически [pɐʃ][43]
- chamávamos-te [ʃɐ'mavɐmuʃtɯ]
- acabava-se-lhe [ɐkɐ'bavɐsɯʎɯ][44]
- envolto /ẽ'voltu/ — фонетически [ɯ̥̃'volt] (sic) — новый 6-й носовой звук в португальском языке [ɯ̥̃]
- desistiu /dɯziʃ'tiu/ — фонетически [d̥z̥ʃtiu][45]

В настоящее время на схемах МФА место, где Круш-Феррейра разместила /ɯ/, занимает символ [ɯ̽] — «ненапряжённый неогублённый гласный заднего ряда верхнего подъёма».
В X-SAMPA шва соответствует знак @, например:
- doce ["dos@]
- felizes [f@"liz@S][46]

#### Согласные
|             | Губные | Губные | Зубные/Альвеолярные | Зубные/Альвеолярные | Палатальные | Палатальные | Заднеязычные | Заднеязычные |
| ----------- | ------ | ------ | ------------------- | ------------------- | ----------- | ----------- | ------------ | ------------ |
| Носовые     | [m]    | [m]    | [n]                 | [n]                 | [ɲ]         | [ɲ]         |              |              |
| Взывные     | [p]    | [b]    | [t]                 | [d]                 |             |             | [k]          | [ɡ]          |
| Фрикативные | [f]    | [v]    | [s]                 | [z]                 | [ʃ]         | [ʒ]         |              |              |
| Латеральные |        |        | [l]                 | [l]                 | [ʎ]         | [ʎ]         |              |              |
| Ротические  |        |        | [ɾ]                 | [ɾ]                 |             |             | [ʁ]          | [ʁ]          |

### Морфология

#### Имя существительное
Как и в других западнороманских языках, в португальском существительные не склоняются. Им свойственны категории рода (имеются два рода — мужской и женский), числа (имеются единственное и множественное число). Основным показателем рода является артикль.

#### Имя прилагательное
Обычно прилагательные следуют за существительными, с которыми они согласуются. Таким образом «белый дом» по-португальски будет casa branca, но обратный порядок branca casa тоже возможен.
Прилагательные изменяются по родам и числам, а также могут иметь степени сравнения. Степени сравнения обычно образуются аналитически, при помощи наречия mais «более» и menos «менее»: mais alto (do) que = «более высокий», o mais alto «самый высокий». Однако у некоторых прилагательных степени сравнения образуется синтетически и при этом супплетивно:
| Прилагательное      | Сравнительная степень | Превосходная степень      | Форма высокой степени качества |
| ------------------- | --------------------- | ------------------------- | ------------------------------ |
| bom (хороший)       | melhor (лучше)        | o melhor (самый лучший)   | ótimo (очень хороший)          |
| mau (плохой)        | pior (хуже)           | o pior (самый худший)     | péssimo (очень плохой)         |
| pequeno (маленький) | menor (меньше)        | o menor (самый маленький) | mínimo (очень маленький)       |
| grande (большой)    | maior (больше)        | o maior (самый большой)   | máximo (очень большой)         |

### Синтаксис
Типология порядка слов: SVO (субъект-глагол-объект), также возможна типология SOV (когда дополнение выражено личным местоимением). В целом порядок слов в португальском языке не такой строгий, как, например, в английском или французском, однако позиция личных неударных местоимений-дополнений в литературном языке, как правило, строго определена. В разговорной речи личные местоимения в функции подлежащего могут опускаться, так как форма глагола часто однозначно указывает на лицо и число подлежащего (или же лицо и число подлежащего однозначно определяются исходя из контекста).

## Поэтические сравнения и эпитеты
Для описания португальского языка в художественно-публицистической литературе часто используются следующие эпитеты:
- «Сладкий язык» (Сервантес)
- «Последний цветок Лациума — дикий и прекрасный» (Олаво Билак) (хронологически не совсем верное сравнение, ибо действительно «последним» цветком нужно было бы считать румынский/молдавский язык).
- «Язык Камоэнса»[49]